# Rogova
Rogova – wieś w Rumunii, w okręgu Mehedinți, w gminie Rogova. W 2011 roku liczyła 1148 mieszkańców.